# Aidia waugia
Aidia waugia är en måreväxtart som beskrevs av Colin Ernest Ridsdale. Aidia waugia ingår i släktet Aidia och familjen måreväxter. Inga underarter finns listade i Catalogue of Life.